# トッシュ
トッシュは、日本のハードロック・バンド。1979年から渋谷のライブハウスである屋根裏や新宿ロフトで活動。

## 作品
- しらんふり シェリー 訳もわからず あんた責任とって（未レコーディング）
- 多羅尾判内（1979年 ステレオ劇画『多羅尾判内』日本フォノグラム）
- 愛ゆえに（1979年 ステレオ劇画『多羅尾判内』日本フォノグラム）
- ヤットデタマンの歌（1981年 タイムボカンシリーズ・ヤットデタマンの主題歌）[1]

### サウンドトラック
- 蘇える金狼（1979年、角川春樹事務所） - 劇伴編曲

## メンバー
- 野中”サンジ”良浩∶Bass（のちにARBに参加）
- 長尾ユキヤス∶Guitar（のちにPANTA&HALに参加）
- 松浦金時∶Drums（のちにジャガーのレコーディング ライブツアー参加 六三四Musashi結成　RYUGU木下伸市と結成）
- 山形ユキオ∶Vocal
- 前田よしひろ∶Vocal